# Tour of Alberta
Die Tour of Alberta war eine kanadische Radrundfahrt durch die Provinz Alberta. Sie war Teil der UCI America Tour und hatte die Kategorie 2.1. Damit war sie das wichtigste Etappenrennen in Kanada. Die Erstauflage des Rennens fand vom 3. bis zum 8. September 2013 statt. Am 15. Februar 2018 wurde durch die Alberta Peloton Association bekannt gegeben, dass die Radrundfahrt aufgrund von finanziellen Gründen eingestellt wird.

## Wertungen
Bei der Tour of Alberta werden sechs verschiedene Wertungen ausgetragen. Der jeweilige Führende in den Wertungen trägt ein entsprechendes Trikot. Diese sind an das Design der Trikots bei der Tour de France angelehnt.
- Gelbes Trikot: Führender in der Gesamtwertung
- Grünes Trikot: Führender in der Punktewertung
- Gepunktetes Trikot: Führender in der Bergwertung
- Weißes Trikot: Bester Jungprofi (Bester Fahrer unter 25 in der Gesamtwertung)
- Rotes Trikot: Bester Kanadier in der Gesamtwertung
- Blaues Trikot: Aktivster Fahrer

## Sieger
- 2017  Evan Huffman
- 2016  Robin Carpenter
- 2015  Bauke Mollema
- 2014  Daryl Impey
- 2013  Rohan Dennis